# Strike Suit Zero
Strike Suit Zero (dt. Angriffsanzug Null) ist ein Computerspiel aus dem Genre der Weltraum-Flugsimulationen. Es wurde von Born Ready Games entwickelt und vertrieben. Das Spiel erschien 2013 für Windows, Linux und OS X, im Jahr darauf auch für PlayStation 4, Xbox One und Android.

## Handlung
Im 23. Jahrhundert erreicht die Erde ein außerirdisches Signal, durch das die Menschheit erlernt, ferne Planeten zu bereisen und somit die gesamte Galaxie kolonisiert. Schließlich wird die Quelle dieses Signals von den Kolonisten gefunden. Dabei handelt es sich um ein kleines außerirdisches Raumschiff. Die Kolonisten verweigern den Behörden der Erde den Zugang zu diesem Raumschiff, sodass es zum Krieg zwischen den Kolonisten und der Weltregierung der Erde, die im Spiel als United Nations of Earth (dt. Vereinte Nationen der Erde; kurz U.N.E.) bezeichnet wird, kommt.
Der Protagonist des Spiels ist der den Streitkräften der U.N.E. angehörende Jagdflieger Adams. Er und einige andere Piloten werden zu einer verlassenen Raumstation geschickt, wo sie eine künstliche Intelligenz namens Control finden. Diese hatte die Streitkräfte der Erde einst bei Schlachten mit taktischen Ratschlägen unterstützt, jedoch wurde sie nach einem Einsatz, der zu einem ungewollten Massaker an Zivilisten geführt hat, nicht mehr eingesetzt. Durch Control erfährt die U.N.E., dass die Kolonisten eine neuartige Superwaffe namens Relic (dt. Relikt) entdeckt haben, mit der sie komplette Planeten auf einen Schlag zerstören können.
Nach mehreren Schlachten zwischen der U.N.E. und den Kolonisten stellt sich heraus, dass es sich bei der Superwaffe der Kolonisten um ein riesiges außerirdisches Raumschiff handelt, das von ihnen direkt zur Erde gesteuert wird. Kurz bevor die Kolonisten die Superwaffe aktivieren gelingt es Adams in das Raumschiff hineinzufliegen und zu dessen Kern vorzudringen. Control verrät Adams, dass sie keine künstliche Intelligenz ist, sondern eine außerirdische Lebensform und dass das Raumschiff einst ihr „Körper“ gewesen war, aus dem sie ausgestoßen wurde. Sie bittet Adams darum, die Kraftbegrenzer, die sich im Bereich um den Kern befinden zu zerstören, da sie dadurch die Kontrolle über das Schiff zurückerlangen und somit die Flotte der Kolonisten zerstören könnte. Falls Adams hingegen den Kern des Schiffs zerstören würde, würde dies zu einem Riss im Raum-Zeit-Kontinuum führen, was ungeahnte Konsequenzen haben könnte. An dieser Stelle hat der Spieler die Wahl, Controls Anweisungen zu befolgen oder den Kern zu zerstören.
Falls der Spieler Controls Anweisungen befolgt erlangt sie die Kontrolle über das Raumschiff zurück und zerstört die gesamte Flotte der Kolonisten. Controls Raumschiff bleibt in der Umlaufbahn der Erde und ihre zukünftigen Absichten sind ungewiss.
Falls der Spieler den Kern des Raumschiffs zerstört gelingt es der U.N.E. die Flotte der Kolonisten aufgrund des Verlusts ihrer Superwaffe zu zerstören. Die Zerstörung des Raumschiffs führt jedoch zu dem wie bereits von Control vorhergesagten Riss im Raum-Zeit-Kontinuum, wodurch sie und Adams spurlos verschwinden.

## Spielmechanik

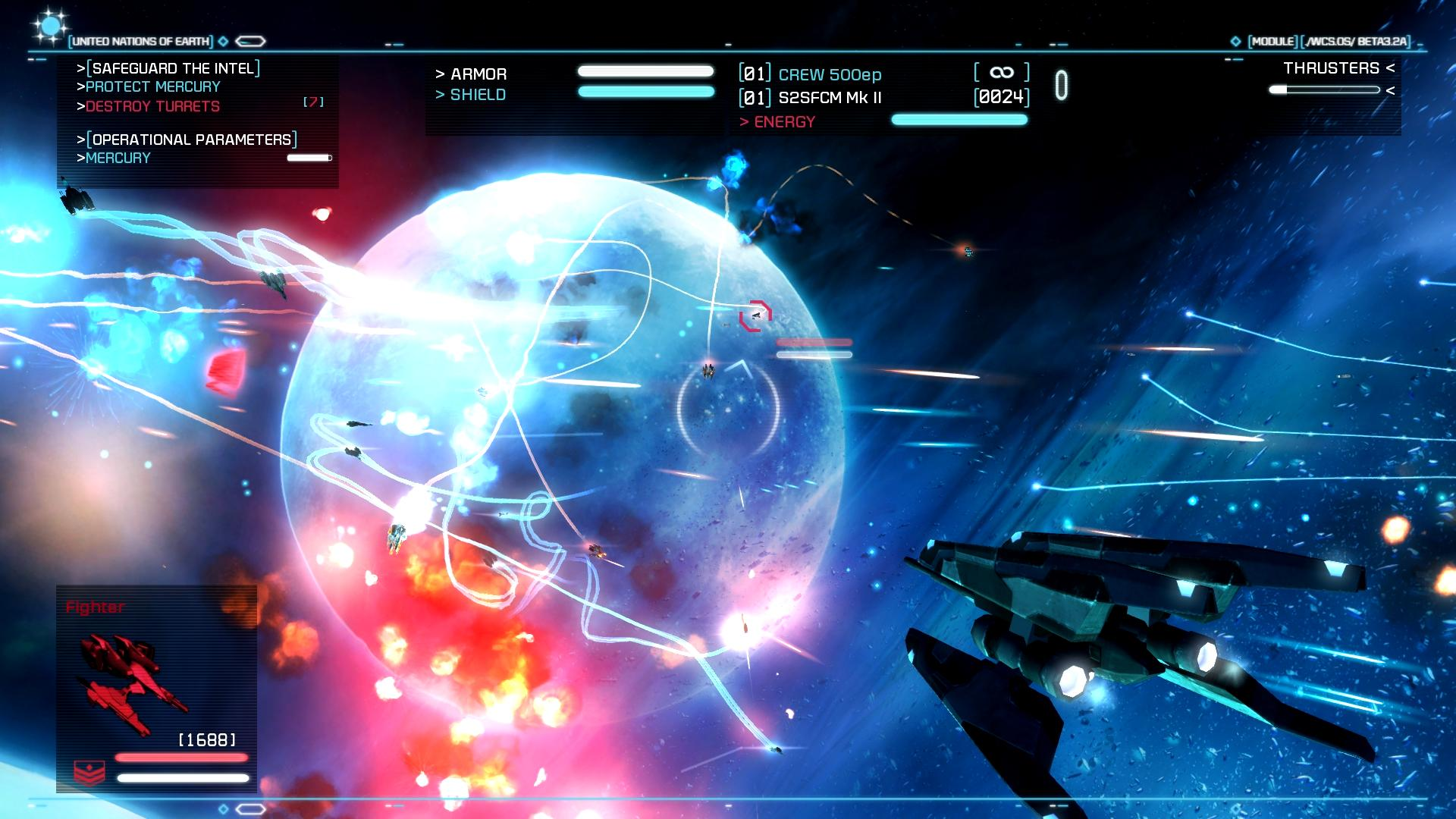
Screenshot des Spiels

Der Spieler steuert ein Jagdflugzeug namens Strike Suit bei Weltraumschlachten. Der Strike Suit verfügt über verschiedene Waffen wie Maschinengewehre, gelenkte und ungelenkte Raketen und Plasmageschosse und ist in der Lage Raketen abzuwehren, indem er elektromagnetische Impulse aussendet. Durch das Abschießen von Feinden sammelt der Strike Suit „Flux-Energie“, mit der er in den sogenannten „Strike Modus“ übergehen kann. In diesem Modus verwandelt sich das Flugzeug kurzzeitig in einen schwebenden Mech, der über erhöhte Feuerkraft und Beweglichkeit verfügt.
Das Spiel ist in zehn Missionen unterteilt, die über Sekundärziele verfügen, durch die man nach deren Beendigung Aufrüstungen für den Strike Suit erhält.

## Produktionsdetails
Die Entwickler des Spiels wollten mit Strike Suit Zero das Weltraum-Flugsimulation-Genre wieder aufleben lassen. Die Produktion wurde mit Hilfe einer Crowdfunding-Kampagne auf der Plattform Kickstarter finanziert. 4500 Unterstützer stellten beinahe 175.000 US-Dollar bereit. Der Soundtrack des Spiels wurde von Paul Ruskay komponiert, der bereits als Komponist für das Spiel Homeworld fungiert hatte. Eine Beta-Version des Spiels, die die Verwendung des Oculus Rift unterstützt, wurde im August 2013 veröffentlicht.

## Veröffentlichung
Strike Suit Zero wurde am 24. Januar 2013 für Microsoft Windows veröffentlicht. Die Versionen für Linux und OS X erschienen am 12. August 2013. Jeweils am 8. und 9. April 2014 erschien das Spiel in einer Director’s-Cut-Version, in der die Spielmechanik und Grafik verbessert wurde, für Xbox One und Playstation 4. Die Android-Version erschien am 6. November 2014.

## Rezeption
Anthony Gallegos von IGN lobte die herausfordernden Schlachten im Spiel, kritisierte jedoch die monotonen Level und die schwache Handlung. Peter Brown von GameSpot sagte, dass die aufregenden Schlachten und die beeindruckende Welt des Spiels Weltraum-Flugsimulation nach Jahren der Stagnation wieder wie ein relevantes Genre erscheinen lasse. Rich Stanton von Eurogamer kritisierte die Spielmechanik, die er als „frustrierend“ und „von oben bis unten schlecht entwickelt“ bezeichnete.